# Kaschgaria
Kaschgaria es un género de plantas pertenecientes a la familia Asteraceae. Comprende 2 especies. Son originarias de Asia Central.

## Taxonomía
El género fue descrito por Piotr Poliakov y publicado en Botanicheskie Materialy Gerbariia Botanicheskogo Instituta imeni V. L. Komarova Akademii Nauk SSSR 18: 282. 1957.

## Especies aceptadas
A continuación se brinda un listado de las especies del género Kaschgaria aceptadas hasta junio de 2012, ordenadas alfabéticamente. Para cada una se indica el nombre binomial seguido del autor, abreviado según las convenciones y usos:
- Kaschgaria brachanthemoides (C.Winkl.) Poljakov
- Kaschgaria komarovii (Krasch. & Rubtzov) Poljakov